# Ksenia Makarova
Ksenia Olegovna Makarova (Russisch: Ксения Олеговна Макарова) (Sint-Petersburg, 20 december 1992) is een Russisch-Amerikaans voormalig kunstschaatsster. Makarova vertegenwoordigde haar geboorteland op de Olympische Winterspelen 2010. Daar eindigde ze op de tiende plaats bij de vrouwen.

## Biografie
Makarova, een dochter van de voormalige Russische paarrijders Oleg Makarov en Larisa Seleznova, werd op 20 december 1992 geboren in het Russische Sint-Petersburg. Het was ook daar dat ze op zesjarige leeftijd begon met schaatsen. Makarova emigreerde twee jaar later met haar ouders naar de Verenigde Staten. Ze groeide op in Newburgh (New York). Van 2003 tot en met 2007 nam Makarova deel aan Amerikaanse kampioenschappen voor junioren. Vanaf 2007 ging ze Rusland vertegenwoordigen.
Haar grote doorbraak was in het seizoen 2009-10, waarin ze Russisch kampioene bij de senioren werd en zich zodoende plaatste voor de Olympische Winterspelen 2010 en de EK 2010. Ze werd negende op de EK en eindigde bij de Olympische Spelen in Vancouver op de tiende plaats. Daarnaast werd ze achtste op de WK 2010. De jaren erna werd ze zevende en negende op de WK en vierde en zesde op de EK kunstschaatsen. Door aan kunstschaatsen gerelateerd heupletsel moest ze haar poging afbreken om zich te kwalificeren voor de Olympische Winterspelen 2014 in het Russische Sotsji. In december 2012 schaatste ze haar laatste NK.
In 2013 werd Makarova, gelijktijdig met haar ouders, Amerikaans staatsburger. Haar negen jaar jongere broer verkreeg bij zijn geboorte al automatisch een Amerikaans paspoort. Ze gaf aan om, na de middelbare school, forensische wetenschap te willen studeren aan het John Jay College of Criminal Justice. Daarnaast gaf ze kunstschaatsles aan jonge kinderen.

## Belangrijke resultaten
| Kampioenschap            | 07/08 | 08/09 | 09/10 | 10/11         | 11/12         | 12/13         |
| ------------------------ | ----- | ----- | ----- | ------------- | ------------- | ------------- |
| Olympische Spelen        |       |       | 10e   |               |               |               |
| Wereldkampioenschap      |       |       | 8e    | 7e            | 9e            |               |
| Europees kampioenschap   |       |       | 9e    | 4e            | 6e            |               |
| Nationaal kampioenschap  |       |       | Goud  | 5e            | 4e            | 8e            |
| Junior Grand Prix-finale |       |       | 4e    | geen deelname | geen deelname | geen deelname |
| NK junioren              | 4e    | 5e    |       | geen deelname | geen deelname | geen deelname |